# Ásta Birna Gunnarsdóttir
Ásta Birna Gunnarsdóttir (* 29. Oktober 1984 in Reykjavík, Island) ist eine ehemalige isländische Handballspielerin, die für die isländische Nationalmannschaft auflief.

## Karriere

### Im Verein
Ásta Birna Gunnarsdóttir gehörte ab dem Jahr 2002 der Damenmannschaft von Fram Reykjavík an. Im Jahr 2010 gewann sie mit Fram das isländische Pokalfinale mit 20:19 gegen Valur Reykjavík. Im darauffolgenden Jahr kam es im isländischen Pokalfinale zu einer Neuauflage des Vorjahresfinales, in dem sich die Außenspielerin mit ihrem Team erneut erfolgreich durchsetzen konnte. Mit Fram gewann sie 2013 die isländische Meisterschaft. Ásta Birna Gunnarsdóttir zog sich im Oktober desselben Jahres einen Kreuzbandriss zu, woraufhin sie den Rest der Saison 2013/14 pausieren musste. Nachdem Ásta Birna Gunnarsdóttir anschließend noch zwei Spielzeiten für Fram aufgelaufen war, beendete sie im Jahr 2016 ihre Karriere.

### In Auswahlmannschaften
Ásta Birna Gunnarsdóttir absolvierte 91 Länderspiele für die isländische A-Nationalmannschaft, in denen sie 107 Treffer erzielte. Mit der isländischen Auswahl nahm sie an der Europameisterschaft 2010, an der Weltmeisterschaft 2011 und an der Europameisterschaft 2012 teil.